# Les Simpson, le jeu
Vous lisez un « bon article » labellisé en 2014.
Les Simpson, le jeu (The Simpsons Game) est un jeu vidéo d'action et de plates-formes développé, édité et distribué par Electronic Arts sur PlayStation 2, PlayStation 3, PlayStation Portable, Xbox 360, Nintendo DS et Wii. Basé sur l'univers de la série télévisée d'animation Les Simpson, ainsi que sur le film du même nom, le jeu est commercialisé en Amérique du Nord en octobre 2007 et dans le reste du monde le mois suivant. Le jeu présente une histoire inédite rédigée par trois des scénaristes de la série : Tim Long, Matt Selman et Matt Warburton. Dans cette histoire, la famille Simpson découvre sa participation à un nouveau jeu vidéo des Simpson. Le jeu, comme la série, parodie des éléments de la culture populaire, des autres jeux vidéo, ainsi que son éditeur, Electronic Arts.
Dans Les Simpson, le jeu, les cinq membres de la famille Simpson — Homer, Marge et Maggie, Bart et Lisa — apprennent qu'ils font partie d'un jeu vidéo et qu'ils sont dotés de super-pouvoirs les aidant à résoudre plusieurs problèmes. À la fin, ils doivent sauver leurs prédécesseurs 8-bits de Will Wright et de leur propre créateur, Matt Groening. La famille Simpson voyage à travers quatre scénarios et seize niveaux parodiant d'autres jeux afin de collectionner des cartes clés utilisées pour infiltrer le manoir de leur créateur et sauver leurs prédécesseurs de la destruction.
Les Simpson, le jeu est accueilli de manière mitigée à positive par l'ensemble des critiques et rédactions. Ces dernières louent la qualité des graphismes et du scénario, qui incluent de nombreuses parodies d'autres jeux vidéo, mais déplorent la courte durée du jeu et la pauvreté du système de caméras virtuelles, qui ne fonctionne pas toujours de manière optimale. Les Simpson, le jeu est récompensé dans la catégorie du meilleur jeu vidéo basé sur un film ou une série télévisée à la cérémonie des Spike Video Game Awards de 2007, et nommé pour le meilleur scénario vidéoludique à la cérémonie des Writers Guild of America Awards. Le 9 novembre 2013, 6,78 millions d'exemplaires du jeu, tous supports confondus, ont été vendus à travers le monde.

## Trame

### Scénario
Au début du jeu, Homer rêve de bonbons dans un monde constitué de chocolat, en référence à l'épisode Burns Verkaufen der Kraftwerk, dans lequel il essaye d'attraper et de manger un lapin en chocolat blanc. À son réveil, il constate avec amertume que tout cela n'était qu'un rêve,. Bart se rend alors au magasin de jeux vidéo et force le vendeur à lui laisser acheter le nouveau jeu vidéo violent Grand Theft Scratchy, pour se le voir confisquer par Marge dans les minutes qui suivent. Alors que Bart se morfond de s'être fait confisquer son nouveau jeu, un manuel de jeu vidéo tombe du ciel juste devant lui. En le lisant, il découvre que sa famille a des pouvoirs spéciaux. Par la suite, Bart met à contribution ses pouvoirs de Bartman pour empêcher Jimbo, Kearney et Dolph de cambrioler le Muséum d'Histoire naturelle de Springfield, Homer utilise sa capacité de transformation en « boule de graisse » pour gagner un concours d'alimentation sportive, Lisa se sert de ses pouvoirs de méditation pour arrêter un projet de déforestation et enfin Marge influence les foules pour arrêter la diffusion de Grand Theft Scratchy à Springfield. Lisa souligne cependant qu'il est « ironique d'utiliser la violence pour stopper un jeu vidéo violent. »
Au moment du dîner, leurs nouveaux pouvoirs rendent les Simpson euphoriques. Ils se disputent cependant à propos de ce qu'ils devraient en faire. Pour leur part, les extraterrestres Kang et Kodos voient cette situation comme étant une belle occasion d'attaquer la Terre et l'invasion commence. Réalisant qu'aucun de leurs pouvoirs n'est assez puissant pour vaincre les extra-terrestres, Bart et Lisa vont voir le professeur Frink. Ils le cherchent dans sa maison, mais tombent sur un portail qui les envoie vers un endroit appelé « La Matriche », où tous les jeux vidéo sont créés. Ils sauvent le professeur des mains d'un gorille géant et reçoivent en retour le guide du joueur du jeu Les Simpson, le jeu, leur permettant de mieux utiliser leurs pouvoirs et d'en obtenir de nouveaux. La famille Simpson essaye alors de mettre fin à l'invasion extraterrestre. Dans un premier temps, Bart et Lisa aident le Capitaine McCallister à repousser les dauphins que les extraterrestres contrôlent mentalement après avoir attaqué l'aquarium de la ville. Bart et Homer l'emportent ensuite sur la statue de Lard Lad (Dodu Donut en version française), devenue vivante comme dans L'Attaque des « gâche la vue » géants et sauvent finalement Cletus de Kang et Kodos,.
Les Simpson cherchent des informations sur Internet afin de découvrir la vérité sur leurs pouvoirs, mais sont envoyés vers le moteur de jeu quand Homer renverse sa bière sur le clavier. Ils y découvrent Will Wright en train de détruire les copies d'un vieux Les Simpson, le jeu en 8-bits ainsi que ses personnages. La famille parvient à sauver leurs prédécesseurs. Elle se rend alors compte qu'elle deviendra aussi obsolète après la sortie du prochain Les Simpson, le jeu. Le seul moyen d'éviter cette situation est de convaincre le créateur des jeux de ne pas les détruire. Pour accéder à son manoir, la famille a besoin de quatre cartes-clés venant de quatre futurs jeux des Simpson. Tout d'abord, Homer et Marge doivent vaincre un dragon dans un jeu faisant référence à The Legend of Zelda, Neverquest. Puis Marge et Lisa voyagent vers Grand Theft Scratchy, parodie de Grand Theft Auto, pour remplacer tout élément agressif par quelque chose de plus amical. Ensuite, Homer et Bart se rendent en France pendant la Seconde Guerre mondiale pour contrecarrer le plan de M. Burns, qui consiste à voler des peintures françaises inestimables, dans le jeu Medal of Homer, parodie de Medal of Honor. Enfin, Lisa et Homer vont au Japon pour vaincre le méchant M. Dirt et son « Sparklemon », qui font respectivement référence aux jeux Katamari Damacy et Pokémon, dans le jeu Super Mega Fun Fun,.
Une fois les quatre cartes rassemblées, Bart et Homer infiltrent le manoir du créateur. Ils sont accueillis par Matt Groening, qui lance à leur poursuite les personnages de Futurama, Bender et le Dr Zoidberg. La famille parvient à les vaincre, mais Groening admet qu'il ne crée les nouveaux jeux que pour l'argent et détruit le moteur du jeu. Les Simpson, ainsi que plusieurs autres personnages du jeu, s'échappent de Springfield où les extraterrestres continuent leur attaque. Lisa utilise ses pouvoirs pour créer un escalier menant au paradis et la famille demande conseil à Dieu. Après avoir perdu au jeu Dance Dance Revolution, Dieu révèle que le jeu vidéo dans lequel ils sont est en réalité un mini-jeu d'un autre jeu vidéo à propos de la Terre. Il a accidentellement fait tomber le manuel, révélant ainsi à la famille ses super-pouvoirs. Réalisant son erreur, il promet de rétablir Springfield, de leur laisser leurs pouvoirs et d'améliorer les conditions de travail de tous les personnages de jeux vidéo. Il permet également à Homer de faire trois vœux. Dans la dernière scène, Ralph Wiggum joue au jeu dans lequel évoluent les personnages depuis le début, puis regarde son écran, se demandant qui est en train de jouer avec lui,.

### Personnages
Homer est le premier personnage jouable disponible dans le niveau « Le Royaume du Chocolat ». Ses compétences lui permettent de se transformer en « boule de graisse » en mangeant des aliments bonus pour rouler et écraser des objets,, de devenir un « Blob Homer » en mangeant une petite Vénus de Milo en gélatine pour lancer des grenades en guimauve, de se transformer en « boule de lave » en mangeant des piments pour lancer des bombes de feu et enfin, de devenir un ballon en inhalant de l'hélium pour flotter dans les airs,. Le « mega rot », qui lui permet d'étourdir ses ennemis, constitue son pouvoir spécial,,. Bart apparaît pour la première fois dans le deuxième niveau, « Bartman Begins ». Sa transformation en Bartman lui permet d'utiliser des tyroliennes, grimper sur certains murs, planer sur de longues distances et effectuer d'autres prouesses acrobatiques,,. Le pouvoir spécial de Bart consiste à lâcher un déluge de chauves-souris sur ses ennemis. Il peut aussi utiliser son lance-pierres pour vaincre les ennemis et atteindre ses cibles à distance,,.
Lisa apparaît dans le quatrième niveau, « Lisa l'Écologiste ». Le coup constitue son principal type d'attaque, mais elle dispose également d'un pouvoir appelé la « Main de Bouddha »,,. Elle peut l'utiliser pour faire des pichenettes, frapper, glacer ou lancer des éclairs sur ses ennemis ; il peut également servir à soulever certains objets. Le pouvoir spécial de Lisa, enfin, consiste à jouer de son saxophone pour attaquer et étourdir ses ennemis,. Au fur et à mesure de la progression des niveaux, elle peut utiliser son saxophone pour les forcer à se retourner contre leur camp. Marge est le dernier personnage jouable. Elle est disponible à partir du cinquième niveau, « La Loi de la Rue », où elle apprend que son pouvoir est de diriger la foule grâce à son mégaphone. Elle peut utiliser la foule pour briser les obstacles, construire des objets, attaquer des ennemis et réparer des objets,. Maggie est en fait une extension de Marge, brièvement jouable dans les conduits d'aération et les autres petits espaces,.

### Voix
- Philippe Peythieu : Homer Simpson, Abraham Simpson (jeune et vieux), Otto Bus
- Véronique Augereau : Marge Simpson, Patty et Selma Bouvier
- Joëlle Guigui : Bart Simpson, Jimbo Jones
- Aurélia Bruno : Lisa Simpson, Milhouse Van Houten
- Pierre Laurent : Ned Flanders, Kodos, Waylon Smithers, le vendeur de BD, Duffman, Akira (voix additionnelles)
- Gilbert Lévy : Moe Szyzlak, l’adolescent boutonneux, Cletus Spuckler, Willie le jardinier, M. Sparkle, Pr. John Frink (voix additionnelles)
- Michel Modo : Seymour Skinner, Clancy Wiggum, Kent Brockman, Capitaine McCallister, Kang, Charles Montgomery Burns, Tahiti Bob (voix additionnelles)
- Régine Teyssot : Martin Prince, Ralph Wiggum (voix additionnelles)
- Marc Perez : Matt Groening, William Shakespeare (voix additionnelles)
- Lionel Tua : Will Wright
- Philippe Catoire : Bûcheron, Dieu
- Roger Carel : Le lapin en chocolat blanc
- Bernard Tiphaine : Bender, Dr. Zoïdberg
- Benoit Allemane : Commentateur dans la partie sur l'espace du musée
- Michel Elias : Burns jeune

## Système de jeu
Dans Les Simpson, le jeu, le joueur contrôle quatre des cinq membres de la famille Simpson, chacun possédant ses propres et uniques facultés. Dans chaque niveau, deux membres de la famille sont jouables,,, hormis le premier niveau, « Le Royaume du Chocolat », dans lequel seul Homer est disponible. Le jeu contient seize niveaux, appelés épisodes. Finir chacun d'entre eux requiert des pouvoirs spécifiques,. Par exemple, dans le quatrième épisode, « Lisa l'écologiste », le joueur doit à la fois utiliser le pouvoir de Lisa, appelé « Main de Bouddha », pour déplacer de grands objets, et le lance-pierre de Bart pour désactiver les machines. Chaque niveau présente ses propres ennemis, à l'exception du dernier dans lequel les ennemis sont identiques, sauf en matière de couleurs, à ceux des précédents niveaux,.
Plusieurs défis sont proposés au joueur au terme de chaque niveau. Ils proposent par exemple de rechercher tous les trophées pour chaque personnage jouable, trouver tous les clichés vidéo et, pour les versions sur PlayStation 3, Xbox 360 et Nintendo DS, de remplir une mission liée à l'intrigue de chaque niveau et ce dans un laps de temps limité,.
L'affichage tête haute du jeu présente une barre de vie pour les deux personnages du niveau et une barre d'attaque pour le personnage contrôlé par le joueur. Le jeu présente un mode coopératif à deux joueurs qui permet à chaque participant, à l'aide d'un écran partagé, de contrôler un des deux personnages jouables du niveau concerné,,.
Certaines fonctions sont propres à la version Nintendo DS du jeu, qui est également différente de par son défilement horizontal. Plusieurs mini-jeux peuvent être débloqués et joués, la plupart d'entre eux étant une version remodelée de jeux d'arcade comme Frogger ou Space Invaders. Ce dernier fait référence aux extraterrestres Kang et Kodos, tirés des épisodes Horror Show. Il est également possible de s'occuper d'un animal de compagnie virtuel que le joueur doit nourrir et divertir, et qui peut sauver Homer de l'étouffement ou de crises cardiaques.

## Développement

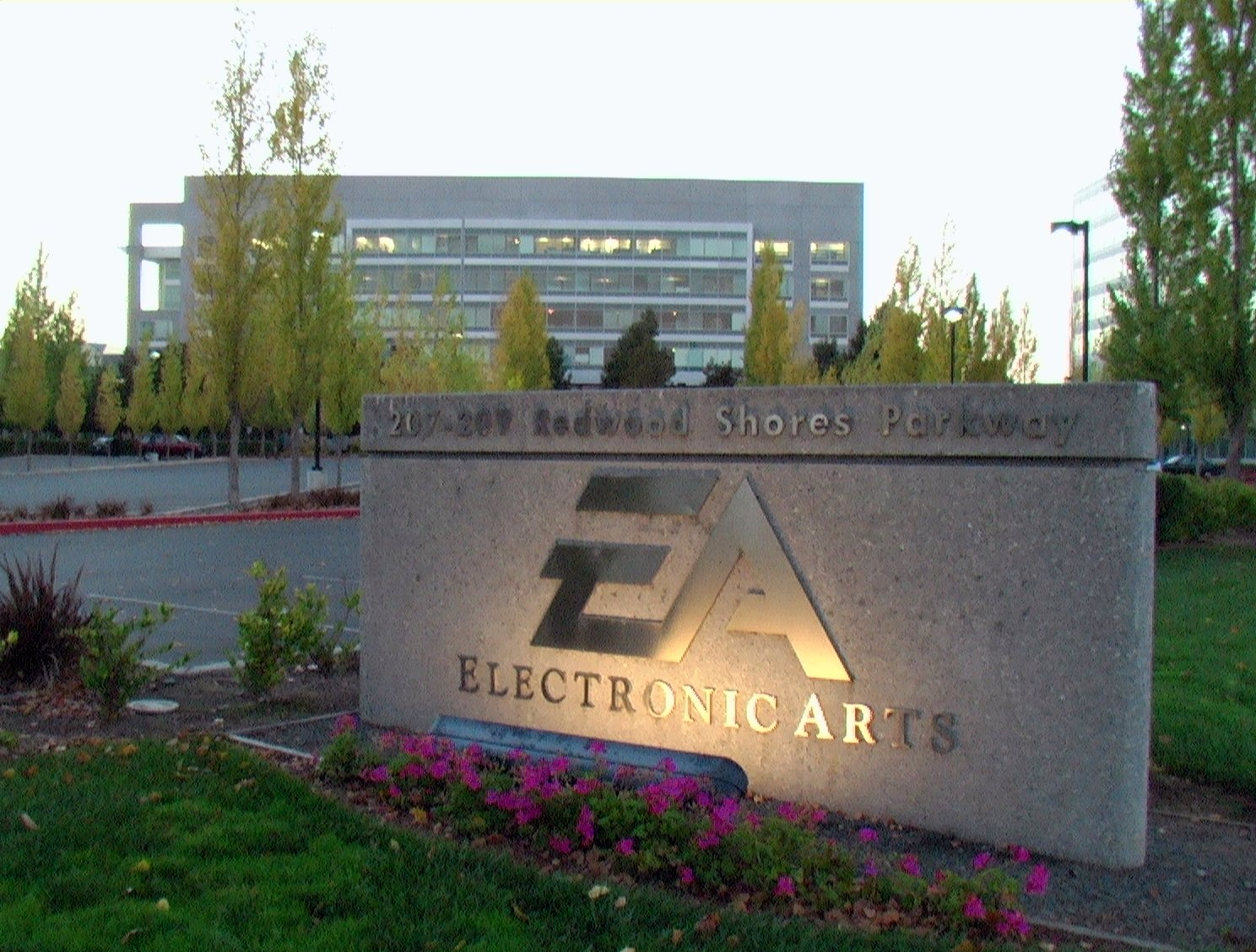
L'équipe d'Electronic Arts' Redwood Shores, basée à Redwood City, en Californie, développe le jeu et Electronic Arts l'édite et le distribue.

Le scénario du jeu est rédigé par Tim Long, Matt Selman et Matt Warburton, scénaristes réguliers de la série Les Simpson. L'intention du jeu consiste à plaire aux adeptes de la série, qu'il puisse être qualifié de « nouveau grand jeu » à part entière. Matt Groening et les scénaristes du jeu se concertent en permanence à propos de son contenu, de « son aspect et sa convivialité », jusqu'à ses énigmes et son jouabilité. Le producteur délégué, Scot Amos, affirme qu'un incroyable partenariat a été effectué entre les scénaristes et les développeurs tout au long du développement du jeu. D'après le scénariste principal Matt Selman, l'équipe estime que le jeu constitue une renaissance de la franchise des jeux Les Simpson, « un jeu grand, nouveau, frais, qui se base sur les jeux vidéo et les choses hilarantes de tous les temps », d'où la décision de sobrement l'intituler Les Simpson, le jeu, sans sous-titre permettant de le distinguer des autres opus basés sur l'univers de la série animée.

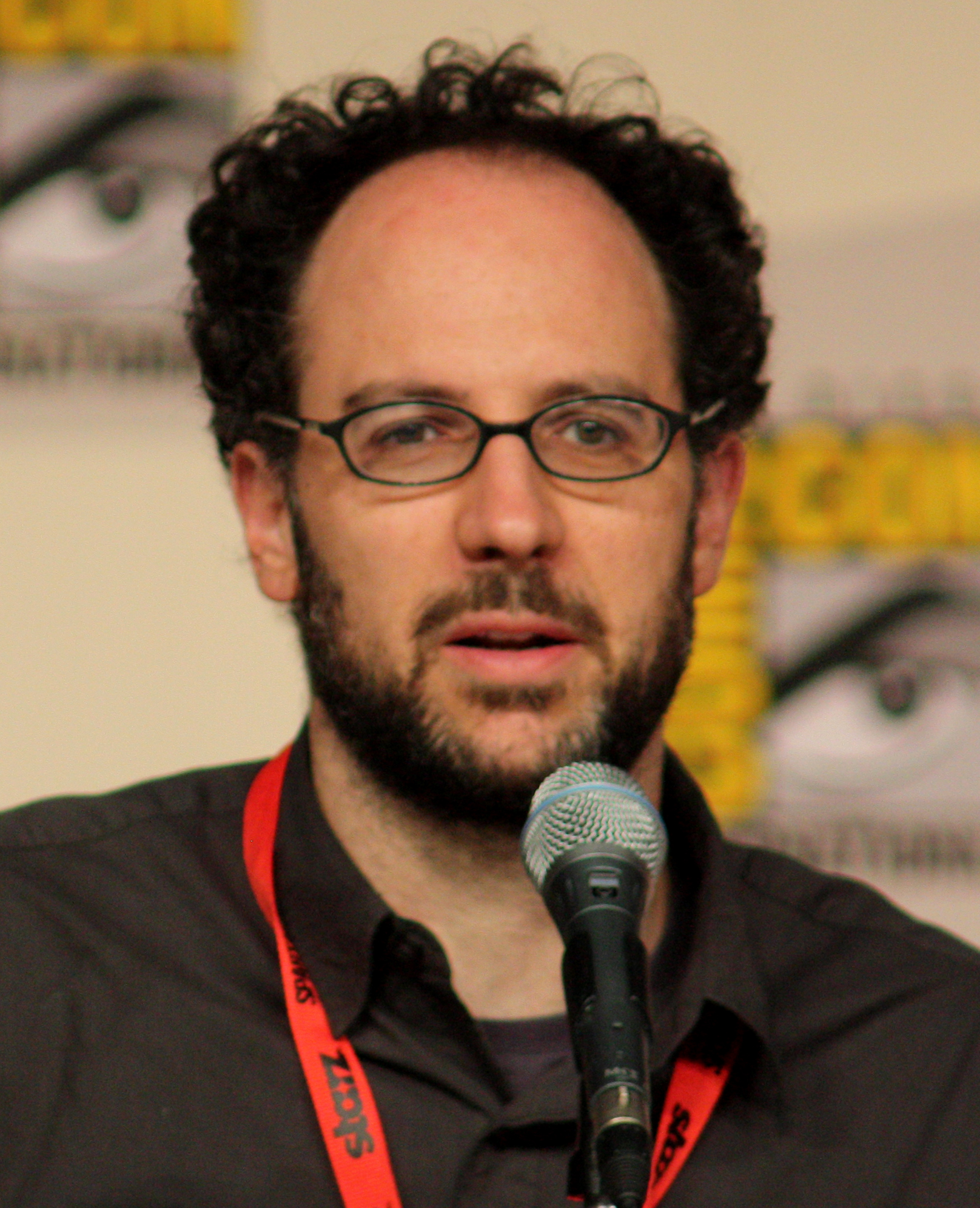
Matt Selman, le principal scénariste du jeu.

Les Simpson, le jeu est édité et distribué par Electronic Arts, et développé par sa succursale EA Redwood Shores. La société obtient le droit de créer un jeu vidéo sur Les Simpson en 2005. Le designer principal du jeu, Greg Rizzer, déclare que son patron a réagi avec enthousiasme à l'idée de parodier quelques jeux d'Electronic Arts comme Medal of Honor. Les Simpson, le jeu parodie des jeux vidéo actuels et ceux datant d'une trentaine d'années. Une partie du contenu a dû être retirée à la suite de plaintes effectuées par des sociétés de jeux vidéo. Cependant, Rizzer est satisfait du nombre de parodies encore présentes dans le jeu et considère que Les Simpson sont « le moyen parfait pour se moquer de l'industrie du jeu. » À la Games Convention de 2007, organisée à Leipzig en Allemagne, un poster de Grand Theft Scratchy, un niveau du jeu Les Simpson, le jeu parodiant Grand Theft Auto, est par exemple retiré à la demande d'un employé de la société qui développe la série parodiée, Rockstar Games. Plusieurs sociétés apprécient toutefois la parodie de leurs jeux. Par exemple, les développeurs de Harmonix Music Systems sont satisfaits du Sitar Hero du jeu qui est une parodie de Guitar Hero. En plus des parodies, Les Simpson, le jeu contient plusieurs caméos satiriques comme Matt Groening qui interprète son propre rôle et Will Wright qui apparaît en tant qu'ennemi.
Les graphismes des personnages du jeu utilisent l'ombrage de celluloïd ainsi qu'une technique permettant d'« aplanir » leurs formes à partir de n'importe quel angle de la caméra, ce qui leur donne un aspect « cartoonesque » en deux dimensions, comme dans la série. Pendant le développement, l'équipe se heurte à une épreuve particulièrement difficile : faire apparaître les cheveux hirsutes de Lisa en deux dimensions malgré l'environnement en trois dimensions du jeu. Lors de l'adaptation du jeu sur Wii, plusieurs compromis sont faits par rapport aux versions Xbox 360 et PlayStation 3. Du fait que la Wii soit moins puissante que ces deux consoles, la qualité des graphismes est diminuée pour cette version. Chaque version du jeu présente une couverture différente. Après la sortie du jeu, entre le 30 octobre et le 15 novembre 2007, Electronic Arts annonce la préparation d'un second opus, finalement annulé en avril 2011.

## Accueil
| Aperçu des notes reçues par Les Simpson, le jeu |                         |                         |                        |                         |                         |                         |
|                                                 |                         |                         |                        |                         |                         |                         |
| Presse papier                                   |                         |                         |                        |                         |                         |                         |
| Média                                           | PS2                     | PS3                     | PSP                    | DS                      | X360                    | Wii                     |
| Game Informer (US)                              | —                       | 7,25 / 10               | —                      | —                       | —                       | —                       |
| Presse numérique                                |                         |                         |                        |                         |                         |                         |
| Média                                           | PS2                     | PS3                     | PSP                    | DS                      | X360                    | Wii                     |
| 1UP.com (US)                                    | —                       | B-                      | C-                     | B+                      | B-                      | —                       |
| Eurogamer (UK)                                  | —                       | —                       | —                      | 5 / 10                  | 6 / 10                  | —                       |
| GameSpot (US)                                   | 7 / 10                  | —                       | —                      | 7,5 / 10                | 7 / 10                  | 6,5 / 10                |
| GameSpy (US)                                    | —                       | 3,5 / 5                 | —                      | 3 / 5                   | 3,5 / 5                 | —                       |
| IGN (US)                                        | 6,5 / 10                | 7,7 / 10                | 7 / 10                 | 7,7 / 10                | 7,7 / 10                | 7 / 10                  |
| Jeuxvideo.com (FR)                              | 14 / 20                 | 15 / 20                 | 9 / 20                 | 11 / 20                 | 15 / 20                 | 14 / 20                 |
| Jeuxvideo.fr (FR)                               | 8 / 10                  | 8 / 10                  | 8 / 10                 | 8 / 10                  | 8 / 10                  | 8 / 10                  |
| Agrégateurs de notes                            |                         |                         |                        |                         |                         |                         |
| Média                                           | PS2                     | PS3                     | PSP                    | DS                      | X360                    | Wii                     |
| GameRankings                                    | 67,62 % (12 critiques)  | 71,60 % (31 critiques)  | 57,75 % (8 critiques)  | 69,50 % (20 critiques)  | 73,01 % (57 critiques)  | 62,83 % (21 critiques)  |
| Metacritic                                      | 68 / 100 (10 critiques) | 71 / 100 (30 critiques) | 59 / 100 (7 critiques) | 69 / 100 (17 critiques) | 71 / 100 (52 critiques) | 64 / 100 (19 critiques) |

### Critiques et récompenses
Les Simpson, le jeu est accueilli de manières mitigées à positives par l'ensemble des critiques et rédactions, avec une note moyenne de 67,12 % sur GameRankings, et de 67 % sur Metacritic, toutes consoles confondues,. Les points positifs concernent principalement l'aspect visuel et le scénario du jeu qui brocardent l'industrie du jeu vidéo, sur un ton respectant l'univers de la série. Les Simpson, le jeu remporte le prix du meilleur jeu vidéo basé sur un film ou une série télévisée aux Spike Video Game Awards de 2007. Il est également nommé, la même année, aux Writers Guild of America Awards, dans la toute nouvelle catégorie du meilleur scénario pour un jeu vidéo, mais c'est finalement Dead Head Fred qui est récompensé. Peter Nowak de CBS News le classe troisième meilleur jeu de l'année 2007, derrière Halo 3 et Guitar Hero 2 et déclare que c'est « de loin le meilleur jeu mettant en vedette les habitants farfelus de Springfield ».
Le fait que l'humour du jeu soit le même que celui de la série est bien accueilli. GameSpot et GameTrailers déclarent que le jeu déclenche plus de rires qu'il n'en faut pour qu'il vaille la peine d'être joué au moins une fois,. IGN et Jeuxvideo.com le jugent agréable tant pour les adeptes de la série que pour ceux qui ne la suivent qu'occasionnellement. Jeuxvideo.com ajoute qu'il « satisfera tous les fans de l'anime ou ceux qui veulent se faire plaisir en jouant »,. Eurogamer félicite la participation de l'équipe de la série télévisée au développement du jeu et GameZone apprécie la mécanique du jeu à deux personnages et les objets à déverrouiller. GameTrailers pense que les graphismes et les cinématiques sont très réussis et apprécie l'apparence « cartoonesque », même s'il trouve évident que les personnages « ne seraient jamais passés dans la troisième dimension » de par leurs racines en deux dimensions.
Les points négatifs du jeu relevés par les critiques s'axent principalement sur sa courte durée de vie, sa jouabilité médiocre et son système de caméra difficile. Alex Navarro de GameSpot considère que la jouabilité n'apporte « rien de spécial », GameZone déclare qu'il s'agit d'un jeu « assez peu profond » qui dépend trop de puzzles répétitifs et d'un mauvais système de combat, tandis que Jeuxvideo.com regrette une « gestion irritante des sauts » et que le jeu « n'ait pas eu droit à des tests plus approfondis ». Le jeu déçoit IGN car il ne comporte aucune possibilité de jouer en ligne et il se finit trop rapidement. Le système de caméras virtuelles pose problème à la fois à GameZone et à GameSpy, qui le jugent « douloureux » et « raté »,.
La version DS du jeu, nettement différente des autres, reçoit des éloges pour sa jouabilité unique et des admonitions concernant sa courte durée de vie. Craig Harris, d'IGN, loue l'expérience unique que procure la jouabilité de la version DS et Frank Provo de GameSpot déclare que cette version est satisfaisante du début jusqu'à la fin. Logan de Jeuxvideo.com juge qu'elle « vaut tout de même le coup d'œil » malgré une jouabilité « peu inventi[ve] ». Il note malgré tout que « les sauts ne posent plus de problèmes grâce au défillement horizontal ». GameSpot et GameZone regrettent tous deux la courte durée de vie du jeu,. Anthony Gallegos de 1UP.com constate que même si Les Simpson, le jeu parodie de nombreuses conventions de jeux de plates-formes en deux dimensions, il doit les utiliser, ce qui fait de ces parodies une démarche inutile.

### Ventes
Selon VG Chartz, en date du 9 novembre 2013, 6,78 millions d'exemplaires du jeu ont été vendus à travers le monde. La version sur PlayStation 2, avec 1,51 million d'exemplaires à cette même date, est la plus vendue. 36 % des ventes totales ont eu lieu sur le continent nord-américain, 35 % en Europe et le reste dans les autres continents.
Dans le classement des jeux Electronic Arts les plus vendus jusqu'en novembre 2013, la version sur PlayStation 2 de Les Simpson, le jeu occupe la 106e place. À la même date, elle obtient la 208e place du classement des ventes de jeux sur PlayStation 2.